# Dr. Quinn - Il film
Dr. Quinn - Il film (Dr. Quinn Medicine Woman: The Movie) è un film per la televisione statunitense del 1999, tratto dalla popolare serie televisiva La signora del west. Il film è andato in onda su CBS il 22 maggio 1999, un anno dopo la fine della serie. In Italia venne invece trasmesso nel 2001 su Rai 1.

## Trama
Quattro anni dopo l'ultimo episodio della serie televisiva, Byron Sully si oppone alla costruzione di una miniera a Colorado Springs, attirando su di sé le ostilità di uno spregiudicato uomo d'affari messicano che aveva forti interessi economici nel progetto. Per ritorsione, quest'uomo fa rapire la piccola Katie Sully,  affidata a Horace durante la festa di compleanno del dottor Mike. Dopo alcuni giorni di ricerche, viene ritrovato un carro  rovesciato con accanto il corpo di una bambina e vicino a esso la bambola preferita di Katie, così Sully e Michaela pensano che si tratti della figlia. Il dolore fa allontanare molto Sully e Michaela, che litigano perché non riescono ad affrontare insieme la perdita di Katie e si accusano a vicenda di non essere di conforto all'altro. 
Successivamente, Nube che corre viene attaccato dagli stessi Apache responsabili dell'attacco al carro in cui Katie ha perso la vita e da questi scopre che nel convoglio messicano c'era un'altra bambina simile a Katie. Michaela decide quindi di effettuare un'autopsia sul corpo ritrovato sotto al carro e scopre così che la bambina morta non è sua figlia. A questo punto, Sully, aiutato dalle informazioni ottenute dagli Apache tramite Nube che corre, organizza una spedizione in Messico per cercare la figlia rapita. Con lui vanno Michaela, Brian, Nube che corre, Robert E., Jack e Horace, che si sente responsabile per non aver impedito il rapimento. Giunti in Messico, le ricerche si rivelano particolarmente difficili a causa della diffidenza dei messicani a collaborare con degli americani. Una notte, il gruppo viene addirittura attaccato da un gruppo di banditi che vuole derubarli. Nello scontro a fuoco che ne segue, Brian rimane ferito, mentre un paio di banditi vengono uccisi. Il dottor Mike medica Brian e poi, terrorizzata all'idea di perdere un altro figlio, lo affida a Nube che corre perché lo riporti a Colorado Springs. Le ricerche intanto, proseguono e Robert E. scopre dove potrebbe essere Katie, così lui e Sully vanno sul luogo a verificare. Mentre sono via, Horace e Jack rimangono in paese con Michaela, che incomincia a curare la gente per strada attirando l'attenzione di tutti e contravvennendo alla raccomandazione del marito di dare nell'occhio il meno possibile. Tra le persone curate dal dottor Mike vi è anche un bandito ricercato dai federales, che quando lo vengono a sapere la arrestano per favoreggiamento, insieme con Horace e Jack, ritenuti invece colpevoli dell'omicidio dei banditi. 
Sully e Robert E. devono quindi organizzare il salvataggio di Katie e anche l'evasione dei loro amici prima che vengano giustiziati. Sully riesce a introdursi nella casa in cui si trova la figlia e tenta di portarla via, ma viene scoperto e non riesce a convincere il rapitore a restituirgli la bambina. Tuttavia, la moglie dell'uomo, comprendendo il dolore Sully, lo libera di nascosto dal marito così che possa fuggire insieme con Katie. Nel frattempo, Robert E. riesce a procurarsi da un gruppo di minatori della dinamite, che lui e Sully lanciano all'interno della prigione per creare scompiglio e salvare Michaela, Jack e Horace ormai in procinto di essere giustiziati. Il gruppo finalmente ricongiunto si dà immediatamente alla fuga, ma ben presto viene raggiunto dai soldati messicani che aprono il fuoco contro di loro. Sully propone di affrontarli, anche se sono in svantaggio numerico e non hanno munizioni a sufficienza, ma in loro aiuto arrivano dei banditi che costringono l'esercito alla ritirata. Cessato il fuoco, si scopre che a salvare la spedizione di Colorado Springs è stata la banda dell'uomo curato dal dottor Mike, allertata da Nube che corre e Brian, i quali anziché tornare a casa erano rimasti in Messico ad aspettare il resto del gruppo. Superato quest'ultimo ostacolo, Michaela e Sully fanno ritorno a Colorado springs, dove possono finalmente festeggiare il compleanno del dottor Mike insieme con la famiglia finalmente riunita e agli amici che li hanno aiutati nell'impresa di salvare loro figlia.

## Riconoscimenti
Il film per la televisione ha ottenuta una nomination agli Emmy Awards come migliore fotografia e agli Young Artist Awards come miglior film per la televisione. Il film tuttavia non ha vinto in nessuna delle due categorie.